# Kevin Stuhr Ellegaard
Kevin Stuhr Ellegaard, né le 23 mai 1983 à Copenhague au Danemark, est un footballeur professionnel danois, qui évolue au poste de gardien de but.

## Biographie

### En club
Ellegaard commence sa carrière professionnelle avec le club anglais de Manchester City. Avec cette équipe, il joue quatre matchs en Premier League lors de la saison 2003-2004.
Lors de l'été 2007, Kevin Stuhr Ellegaard s'engage en faveur du Randers FC. Le transfert est annoncé le 18 juin 2007 et il signe un contrat de trois ans,. Il vient prendre la place de Martin S. Jensen (en), qui était le gardien titulaire de Randers et qui a encaissé 51 buts sur l'ensemble de la saison 2006-2007.
Stuhr Ellegaard joue son premier match pour le Randers FC le 18 juillet 2007, à l'occasion de la première journée de la saison 2007-2008 de Superligaen face au Viborg FF. Titularisé, il participe à la victoire de son équipe par deux buts à zéro en arrêtant un penalty de Steffen Højer et en effectuant plusieurs parades décisives durant la rencontre.
Le 4 août 2010, Kevin Stuhr Ellegaard rejoint le club néerlandais du SC Heerenveen, avec lequel il signe un contrat d'un an,.
Sans club depuis son départ d'Heerenveen à l'été 2011, Kevin Stuhr Ellegaard s'engage avec l'IF Elfsborg le 21 janvier 2012, où il signe un contrat de trois ans, soit jusqu'en décembre 2014. Il doit notamment remplacer Jesper Christiansen, parti à l'Odense BK.
Pendant huit saisons, il évolue avec l'équipe suédoise de l'IF Elfsborg. Il dispute avec cette équipe plus de 200 matchs en première division suédoise.
Lors de la saison 2013-2014, il participe à la phase de groupe de la Ligue Europa avec le club d'Elfsborg (six matchs joués). Son équipe enregistre une seule victoire, face au Standard de Liège.
Le 24 janvier 2020, il fait son retour au Danemark en rejoignant le club du FC Helsingør.
Kevin Stuhr Ellegaard met un terme à sa carrière professionnelle en décembre 2021, à l'âge de 38 ans,.

### En sélection
Avec l'équipe du Danemark espoirs, il participe au championnat d'Europe espoirs en 2006. Lors de cette compétition organisée au Portugal, il officie comme gardien titulaire et joue trois matchs. Avec un bilan de deux nuls, une défaite, et six buts encaissés, le Danemark ne parvient pas à dépasser le premier tour du tournoi. Au total il joue 14 matchs avec les espoirs entre 2004 et 2006.

## Palmarès

### En club
- Champion de Suède en 2012 avec l'IF Elfsborg
- Vainqueur de la Coupe de Suède en 2014 avec l'IF Elfsborg

### Distinction individuelle
- Élu Joueur de l'année de la saison 2007-2008 par les supporters du Randers FC.